# Marguerite (wyspa)
Marguerite – skalista wyspa znajdująca się 1,3 km na północny zachód od wyspy Empereur i 3,2 km od Cape Margerie na Antarktydzie. Pierwszy raz została skartografowana w 1951 roku przez Francuską Ekspedycję Arktyczną, która została przez nich nazwana imieniem Marguerite, postaci z Goethe's Faust. 